# Mary Gordon-Watson
Mary Gordon-Watson, född 3 april 1948 i Blandford Forum i Dorset, är en brittisk ryttare.
Hon tog OS-guld i lagtävlingen i fälttävlan i samband med de olympiska ridsporttävlingarna 1972 i München.